# Эпп, Рудольф
Рудо́льф Эпп (нем. Rudolf Epp, 30 июля 1834, Эбербах — 8 августа 1910, Мюнхен) — немецкий живописец, реалист, представитель мюнхенской школы.

## Биография

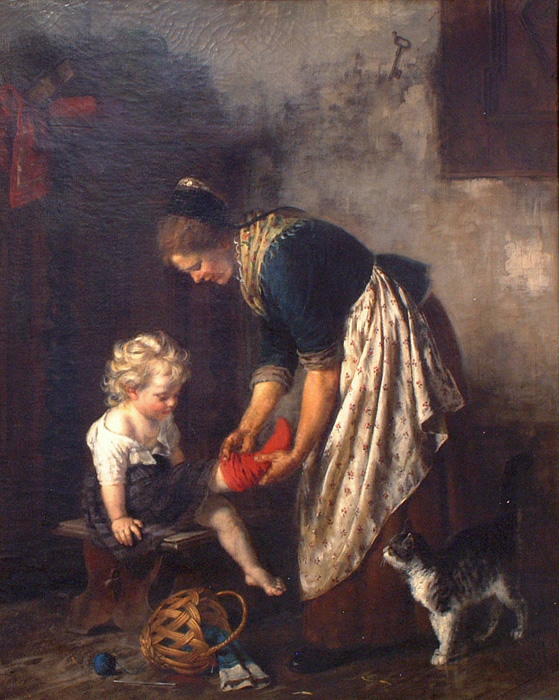
Р.Эпп Мать, одевающая ребёнка

Эпп родился в семье мастера-декоратора. Начал рисовать в юности; долгое время оставался самоучкой. Затем его преподавателем стал художник Карл Людвиг Зегер. Позже Эпп учится в художественной школе Карлсруэ у Иоганна Вильгельма Ширмера и в школе искусств в Дюссельдорфе. Благодаря высокой художественной одарённости был освобождён Великим герцогом Баденским Фридрихом I от воинской службы. Получив от герцога учебную стипендию, Эпп отправляется в путешествие по Шварцвальду. В 1859 году проводит много времени на пейзажных этюдах в районе Фрайбурга и Ландштуля.
В 1862 году художник женится, и в 1863 переезжает в Мюнхен. Здесь Эпп вначале подпадает под творческое влияние Карла Теодора фон Пилоти. Заслужив в Мюнхене широкую известность как живописец, Эпп писал картины до глубокой старости. Художественное наследие мастера представлено в первую очередь произведениями жанровой и пейзажной живописи.